# Schwarzbeck Mess-Elektronik
Schwarzbeck Mess-Elektronik — немецкая фирма разрабатывающая и производящая продукцию в области ЭМС (Электромагнитная совместимость).

## Продукция
- измерительные антенны
- измерительные приемники
- кольца Гельмгольца
- импульсные генераторы
- эквиваленты сети
- эквиваленты ламп,
- пробники ближнего поля

и т. д.

## История
Фирма Schwarzbeck Mess-Elektronik была основана в 1953 году и располагается в городе Schönau, близ города
Гейдельберг.
Её основатель Гюнтер Шварцбек (Günter Schwarzbeck) считается в Европе и особенно в Германии пионером
в области создания приборов для измерений на ЭМС.

## Филиалы
За границами Германии фирма представлена через своих партнеров в таких странах как: Россия, Италия,
Япония, Китай, США, Тайвань, Юж. Корея, Австралия, Польша, Великобритания, Франция и т. д.